# Corpo Montado do Deserto
O Corpo Montado do Deserto (em inglês: Desert Mounted Corps; sigla: DMC) foi um corpo de exército dos Aliados formado durante a Primeira Guerra Mundial para combater no Teatro do Médio Oriente, que fez parte da Força Expedicionária Egípcia do Império Britânico.
Originalmente chamado Coluna do Deserto (Desert Column), a primeira operação do corpo foi em 22 de dezembro de 1916. Em 22 de agosto, pouco depois de tomar o comando da Força Expedicionária Egípcia, o general Edmund Allenby rebatizou o corpo com o nome Desert Mounted Corps. Era formado por três divisões de cavalaria que serviam na Campanha do Sinai e Palestina, constituído por brigadas de Australian Light Horse (cavalaria ligeira australiana), Yeomanry e New Zealand Mounted Rifles (infantaria montada neozelandesa) apoiadas por artilharia a cavalo, infantaria e tropas de apoio. Mais juntaram-se-lhes unidades de cavalaria indiana e um pequeno destacamento de cavalaria francês. O DMC tinha três divisões: a Divisão Montada ANZAC, a Divisão Montada Australiana e a Divisão Montada Yeomanry, às quais se juntavam formações de infantaria quando era necessário.
No primeiro mês da sua existência, o corpo continuou a treinar e a patrulhar a terra de ninguém, preparando-se para guerra de manobra. A sua primeira operação foi o ataque na Batalha de Bersebá, feito em 31 de outubro de 1917 juntamente com XX Corpo britânico. Após terem capturado o seu objetivo, estiveram envolvidos numa série de batalhas antes da linha inimiga entre Gaza e Bersebá foi finalmente rompida uma semana mais tarde. Durante a perseguição que se seguiu, o DMC combateu com dois exércitos otomanos na Batalha de Mughar Ridge (13 de novembro), antes de avançar para tomar Jerusalém, que caiu no fim de dezembro, durante a Batalha de Jerusalém.
Em 1918, unidades do Corpo Montado do Deserto participaram na Captura de Jericó em fevereiro, no Primeiro Ataque Transjordano a Amã em março e no Segundo Ataque Transjordano em Shunet Nimrin e Es Salt em abril, tendo concluído a ocupação do vale do Jordão em durante o verão.
Na sequência da Ofensiva da Primavera na Frente Ocidental, o DMC foi reorganizado quando a maior parte dos regimentos yeomanry britânicos foram desmontados e enviados como reforços de infantaria para França. A Divisão Montada Yeomanry e a 5.ª Brigada Montada foram desmanteladas e substituídas por regimentos de cavalaria indianos, que formaram a 4.ª e 5.ª divisões de cavalaria. As tropas indianas chegaram ao vale do Jordão em maio para se juntarem ao DMC e em setembro participaram com quatro divisões na principal operação ofensiva da Batalha de Sarom, parte da Batalha de Megido. Seguiu-se a  perseguição até Damasco e, após a tomada dessa cidade, a perseguição até Haritan, numa extensão total de 970 km em território otomano. Nessas operações foram capturados 107 000 prisioneiros e mais de 500 peças de artilharia. No fim de outubro de 1918, o Armistício de Mudros pôs fim à guerra com o Império Otomano no Médio Oriente e o Corpo Montado do Deserto passou a ser uma força de ocupação na Síria. Em março de 1919, unidades do DMC patrulharam o Egito durante Revolução Egípcia de 1919. O Corpo Montado do Deserto foi extinto em junho de 1919.